# Балка Зміїна
Ба́лка Змії́на — ботанічний заказник місцевого значення в Україні. Розташований на території Дніпровського району Дніпропетровської області, біля села Новоолександрівка.
Площа — 146 га, статус отриманий у 2014 році.
Включає до себе території балкових ландшафтів та ділянку долинного ландшафту річки Мокра Сура. Являє собою балкову систему із виходами кристалічних порід.